# K-Meleon
K-Meleon – przeglądarka internetowa oparta na stosowanym w przeglądarce Mozilla Firefox silniku Gecko. Celem projektu jest stworzenie szybkiej i natywnej przeglądarki dla systemu Microsoft Windows, podobnej do Galeona i Epiphany pod GNU/Linuksem czy Camino pod OS X.
Lokalizacja programu jest bardzo łatwa, podobnie dostosowanie wyglądu do własnych potrzeb. Umożliwia ona m.in. przeglądanie stron internetowych w kartach, zestawianie odnośników zarówno w zakładkach ulubionych stron, jak i grupach tematycznych, przy czym mogą się one w nich powtarzać – rozwiązanie podobne do zastosowanego w Epiphany.
Przeglądarka jest wolnym oprogramowaniem dystrybuowanym na warunkach licencji GNU GPL.